# Teleférico de Caracas
El Teleférico de Caracas o Teleférico Warairarepano (antiguo Teleférico del Ávila) es un sistema de teleférico de la ciudad de Caracas, Venezuela, inaugurado el 11 de diciembre de 1955 y puesto en servicio el 19 de abril de 1956, por el entonces presidente de Venezuela, Marcos Pérez Jiménez. El teleférico tiene la pista de hielo más alta del mundo a más de 2.100 metros.
Permaneció abierto hasta finales de la década de los años 1970, y posteriormente abierto por un corto lapso en los años 1980, pero finalmente fue cerrado en 1989 debido al deterioro de sus instalaciones. 
Reinaugurado en el año 2001 como Parque Ávila Mágica por la empresa Inversora Turística Caracas. En 2007, los bienes de la empresa fueron expropiados por el gobierno nacional y la explotación comercial del complejo paso a manos del MINTUR, rebautizado con el nombre Warairarepano.

## Historia

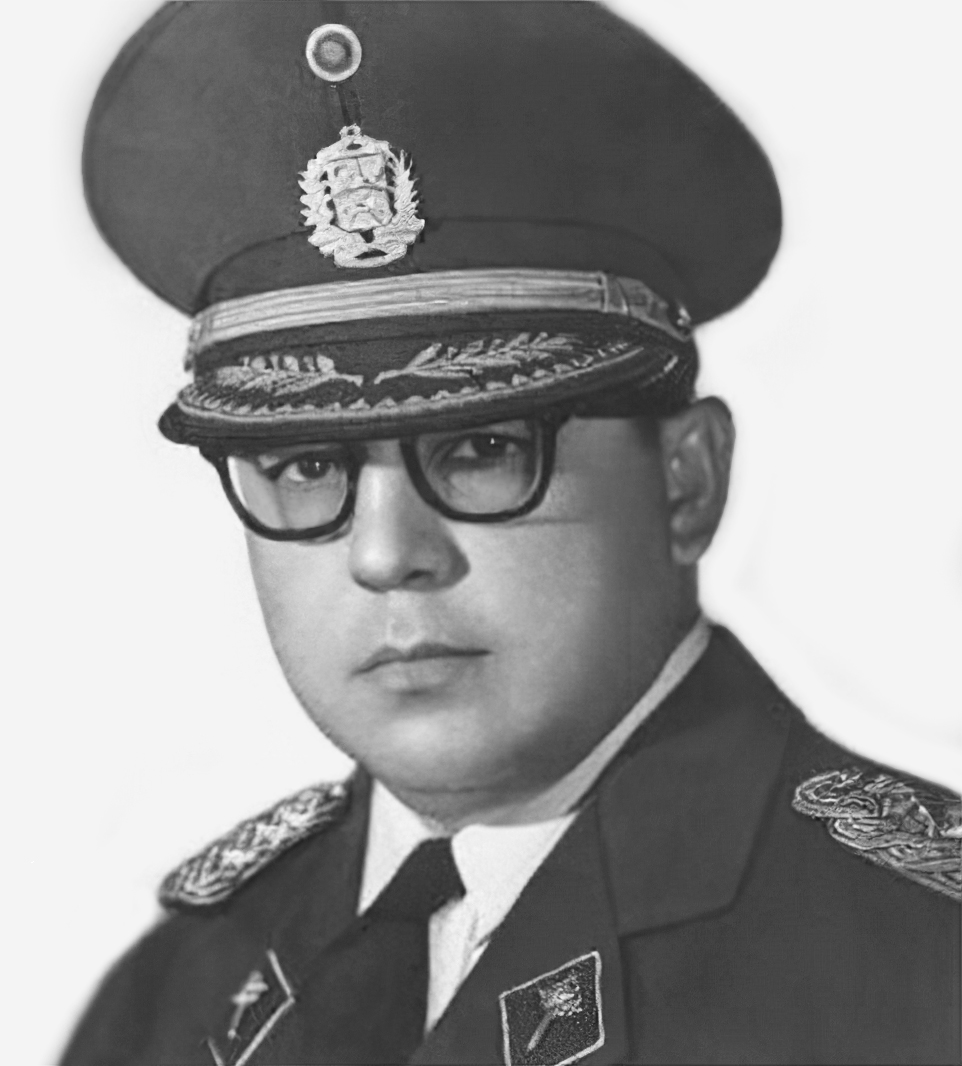
La construcción del Teleférico de Caracas comenzó durante el gobierno del presidente venezolano Marcos Pérez Jiménez (1914-2001) quien gobernó Venezuela desde el año 1952 hasta 1958.

El sistema original contaba con cinco estaciones ( Maripérez - Ávila - Galipán - San José de Galipán y El Cojo, en Macuto) divididos en dos tramos, el primero entre la ciudad de Caracas (1000 m s. n. m.), y la estación más alta del sistema teleférico en el cerro El Ávila (2500 m s. n. m.), del mismo partía un subsistema de funiculares que llevaba a los pasajeros al Hotel Humboldt a unos 600 m de distancia. El segundo tramo partía de la estación Ávila, hacia la otra falda del cerro Ávila, que da al mar Caribe, pasaba por encima del pueblo de Galipán y terminaba en la estación El Cojo en la población de Macuto en el actual Estado Vargas. El diseño de la estación Ávila es responsabilidad del arquitecto Tomás José Sanabria, quien formó parte de la segunda generación de arquitectos venezolanos formados en el exterior e impulsores del estilo internacional. El paisajismo era responsabilidad de Roberto Burle Marx pero debido al corto tiempo nunca se llevó a cabo. El arquitecto Alejandro Pietri diseñó las estaciones de Maripérez y El Cojo (Macuto). Las obras civiles de las estaciones fueron construidos por las compañías venezolanas Precomprimidos, C.A., Técnica Constructora y ENECA, mientras que los sistemas teleféricos de los tres tramos fueron responsabilidad de la firma alemana Ernst Heckel, a través de su representante Georg Jablonski, establecidos en la ciudad alemana de Saarbrucken y la construcción de las cabinas fue responsabilidad de la firma alemana de carrocerías y autobuses Kässbohrer
Ambos sistemas, tanto el de Caracas como el del Litoral trabajaron sin contratiempos hasta finales de la década de los años 70, cuando la rotura de uno de los cables (En la vertiente sur) obligó a desalojar a los pasajeros que permanecían en las cabinas. El teleférico de Caracas cerró sus puertas por mantenimiento y para la instalación de un nuevo cable, que sería colocado en 1985. Por otra parte, el ramal del Litoral siguió sus operaciones pero trabajando únicamente los fines de semana.
El 6 de febrero de 1986, el tramo caraqueño había sido puesto en funcionamiento, pero por muy corto tiempo hasta 1989 cuando fue cerrado nuevamente. Por su parte, el tramo del Litoral había cerrado sus puertas dos años antes, en enero de 1987.  

### Reapertura
En 1998, el gobierno nacional entregó en concesión las instalaciones del sistema teleférico, junto al Hotel Humboldt, a la empresa Inversora Turística Caracas, propiedad de Nelson Mezerhane. La misma reconstruyó todo el primer tramo (Maripérez - Ávila) en la parroquia El Recreo y reinauguró el parque, en el año 2001, con el nombre de Parque Ávila Mágica. La empresa Inversora Turística Caracas, llevó a cabo diferentes labores de reconstrucción en todo el primer tramo del sistema del teleférico hasta el Ávila, así como la de las estaciones, invirtiendo desde el año 2000 un total de 95 mil millones de bolívares, valor para la fecha, en el proceso de instalación de un sistema nuevo de cableado junto a 80 cabinas, construidas por la empresa austríaca Dopplemayr.

### Expropiación

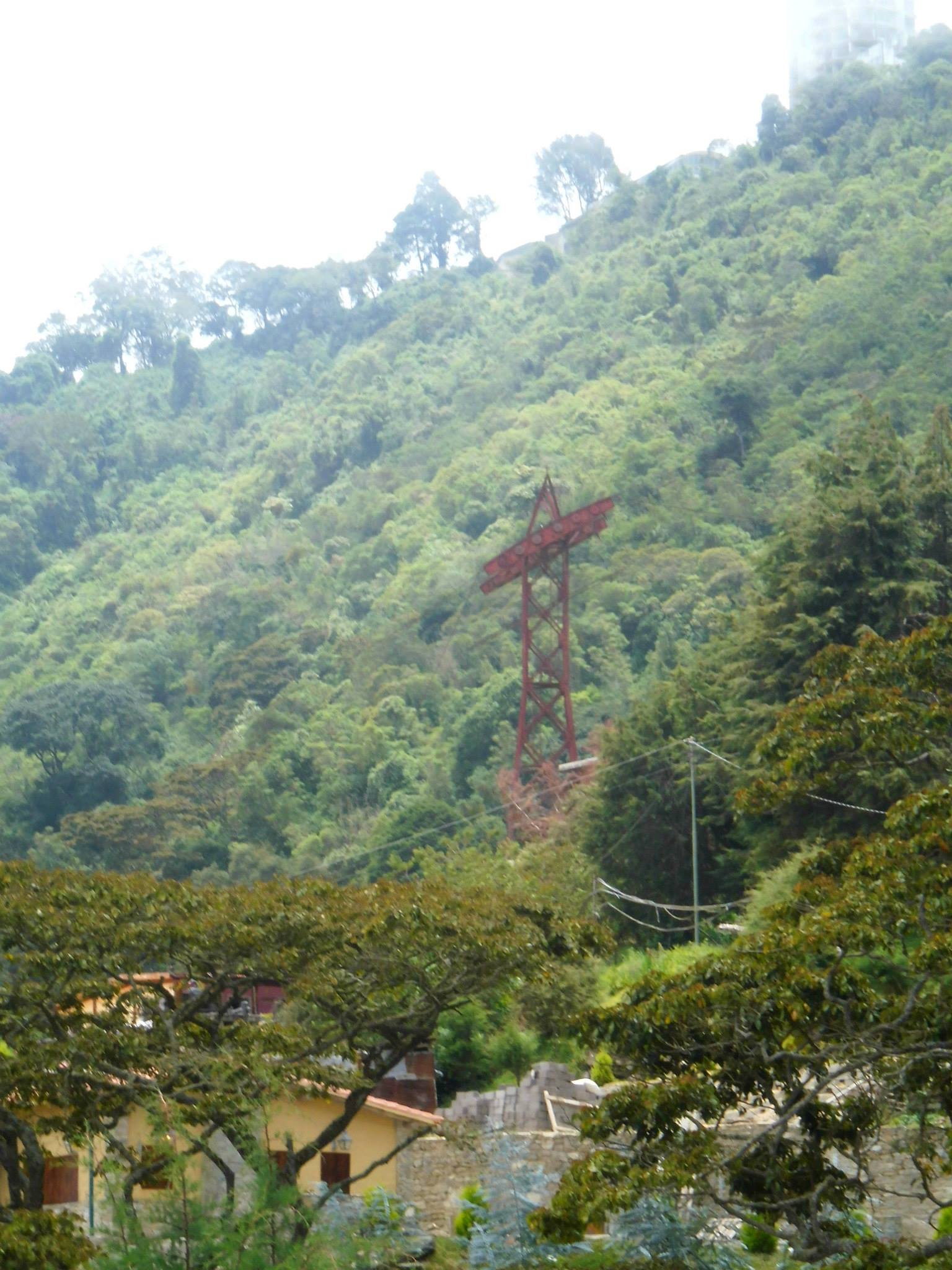
Torre del viejo teleférico, vista desde Galipán.

En agosto de 2007 el estado Venezolano tomó la decisión de dar fin a la concesión pública otorgada a la “inversora turística Caracas”  aduciendo el incumplimiento del contrato de la concesión, específicamente en lo relativo a la Ley de Protección y Defensa del Patrimonio Cultural. El estado venezolano alegó que el “consorcio Mezerhane” llevó a cabo una serie de alteraciones y modificaciones tales como: eliminación de accesos originales, remoción de luminarias diseñadas por el arquitecto Tomas Sanabria, demolición de revestimientos en mármol travertino y mosaicos de gres dispuestos a manera de “opera incierta”, demolición de mural sintético de la fachada norte de la estación Ávila esculpido por el español Abel Vallmitjana en 1956. Tanto el ejecutivo como el arquitecto Tomas Sanabria calificaron estas obras como innecesarias, ya que alteran y dañan el diseño funcional y el patrimonio arquitectónico y cultural de la nación.  en consecuencia el sistema regresó a manos del Estado a través del MINTUR, siendo rebautizado en octubre de 2007 como Warairarepano.  
En agosto de 2008, MINTUR anunció el proyecto de restauración del hotel Humboldt, que fue llevada a cabo con éxito y también la restauración del área pública conocida como “estación Ávila” aún no ejecutada. Durante ese mismo año el gobierno anunció la modernización y reconstrucción del teleférico del litoral, proyecto aprobado y que su realización se haría por etapas, y una vez iniciadas las obras estaría operativo en 18 meses. Se espera que para 2020 esté operativo el segundo tramo al Litoral Central.

## Teleférico El Ávila -Macuto
Desde 2013 se presentaron distintos proyectos para la reconstrucción del Tramo que unía el Teleférico Caracas- El Ávila (Warairarepano) con el Teleférico El Ávila- Macuto en el estado Vargas. En 2014  se iniciaron las obras Sin embargo no llegaron a concluirse, y en los siguientes años se reiniciaron y suspendieron varias veces hasta que en 2016 se planteó la construcción de un nuevo teleférico con una nueva Ruta que igual llegara hasta Macuto en el estado Vargas.
El cambio de ruta provocó las protestas de algunos habitantes del pueblo de Galipán que denunciaron presuntas afectaciones por las obras y supuesto daño ecológico, solicitando que las obras se retomaran en la antigua ruta para no afectar nuevos lugares. El gobierno sin embargo desestimó estas acusaciones y continuó a través de Ventel la construcción de la ruta nueva cuya inauguración se espera para 2020 o 2021. Las obras además contemplan un teleférico de Carga.

### Estaciones
- Waraira Repano (Terminal en El Ávila),
- San José de Galipán,
- La Hacienda
- El Cojo (Terminal en Macuto)